# قمة بحر قزوين
قمة بحر قزوين Caspian Summit هي قمة لقادة دول المطلة على بحر قزوين بدات لأول مرة عام 2002 في عشق آباد في تركمانستان. تركز القمة على تنسيق البلاد المطلة على بحر قزوين والتعاون فيما بينها.

## خلفية تاريخية
في فترة الاتحاد السوفيتي، كان بحر قزوين عمليا حوض مائي داخلي داخل حدود الاتحاد السوفيتي وكان يُجرف قبالة سواحل إيران إلى الجنوب فقط. حتى عام 1992، تم تنظيم وضع بحر قزوين من خلال المعاهدات السوفيتية الإيرانية. بعد انهيار الاتحاد السوفياتي، أثارت الدول المستقلة الناشئة، مثل أذربيجان وكازاخستان وتركمانستان، قضية تقسيم بحر قزوين.
على الرغم من أن الاجتماعات مع ممثلي الدول الساحلية حول كيفية تسوية وضع بحر قزوين كانت تهدف إلى اتخاذ قرار نهائي، إلا أن هذا لم يكن ممكنًا، وكانت هناك حاجة لمناقشة هذه القضية في القمة. خلال هذه المحادثات، كان الاجتماع الذي عقد في عشق أباد في 22-23 أبريل 2002 ذا أهمية تاريخية. لفتت القمة الانتباه إلى جانبين رئيسيين:
- لأول مرة، ناقشت الدول المطلة على بحر قزوين القضايا المتعلقة ببحر قزوين ككل
- لأول مرة، تضمنت قمة عشق أباد البحث عن حل وسط بين رؤساء جميع الدول الساحلية على وضع بحر قزوين.

## القمم
| #             | السنة | المدينة  | الدولة     |
| ------------- | ----- | -------- | ---------- |
| القمة الاولى  | 2002  | عشق آباد | تركمانستان |
| القمة الثانية | 2007  | طهران    | إيران      |
| القمة الثالثة | 2010  | باكو     | أذربيجان   |
| القمة الرابعة | 2014  | أستراخان | روسيا      |
| القمة الخامسة | 2018  | أكتاو    | كازاخستان  |
| القمة السادسة | 2022  | عشق آباد | تركمانستان |

### قمة بحر قزوين الأولى
في الفترة من 23 إلى 24 أبريل 2002، عقدت القمة الأولى لدول بحر قزوين في عشق آباد في تركمانستان.
كانت القمة الأولى لرؤساء الدول المطلة على بحر قزوين بمشاركة الرؤساء حيدر علييف (أذربيجان) وصابر مراد نيازوف (تركمانستان) ومحمد خاتمي (إيران) ونور سلطان نزارباييف (كازاخستان) وفلاديمير بوتين (روسيا). في الاجتماع المغلق، دافعت روسيا وأذربيجان وكازاخستان عن تقاسم الحقول البحرية على طول الخط الأوسط والاستخدام المشترك لسطح البحر. من ناحية أخرى، خلقت تركمانستان خلافات في الرأي من خلال دعم حجة تقسيم بحر قزوين. وفي الوقت نفسه، أكد رئيس تركمانستان مجددًا أنه لا ينبغي لأحد استخدام القوة في بحر قزوين، أو التحريض على النزاعات أو الخلافات، ويجب حل جميع الخلافات من خلال المفاوضات. في هذه القمة، أعرب رؤساء الدول المطلة على بحر قزوين لأول مرة عن آرائهم حول الوضع القانوني لبحر قزوين.

### قمة بحر قزوين الثانية
عقدت القمة الثانية للدول المطلة على بحر قزوين في طهران في 16 أكتوبر 2007. ووقع رؤساء الدول المطلة على بحر قزوين على إعلان في نهاية القمة. يتكون الإعلان من 25 بندا. 
وسجل الإعلان أن التطورات والعمليات الجيوسياسية والوطنية في منطقة بحر قزوين "ينبغي أن تأخذها الدول المطلة على بحر قزوين في الاعتبار. في الوقت نفسه، فإن الاتفاقيات القائمة بين الدول الخمس، وبالتالي، الحاجة إلى تحسين النظام القانوني لبحر قزوين واعتماد "اتفاقية الوضع القانوني لبحر قزوين". سجلت.

### قمة بحر قزوين الثالثة
انعقدت القمة الثالثة لبحر قزوين في 18 نوفمبر 2010 في باكو. وقع رؤساء الدول المطلة على بحر قزوين اتفاقية للتعاون في مجال الأمن في بحر قزوين. وتضمنت الوثيقة قواعد ومبادئ القانون الدولي، والاستقلال، والسيادة، وسلامة الأراضي، وحرمة الحدود، وعدم استخدام القوة. تنص المادة 1 من الاتفاقية على أن أمن بحر قزوين هو حق حصري للدول المطلة عليه.

### قمة بحر قزوين الرابعة
في 29 سبتمبر 2014، عقدت القمة الرابعة لبحر قزوين في أستراخان في روسيا. ناقشت القمة الوضع القانوني والأمن والموارد البيولوجية والمشاكل البيئية لبحر قزوين.
وفي نهاية القمة، وقع الرؤساء اتفاقيات تغطي التعاون في مجال الأرصاد الجوية المائية لبحر قزوين، والوقاية من عواقب بحر قزوين والقضاء عليها، وحماية موارد مياه بحر قزوين واستخدامها الرشيد.

### قمة بحر قزوين الخامسة
عقدت القمة الخامسة لبحر قزوين في أكتاو في كازاخستان عام 2018. في هذه القمة وقع الطرفان على اتفاقية الوضع القانوني لبحر قزوين.
تنص الوثيقة على أن مياه البلدان المطلة على بحر قزوين تبلغ 15 ميلاً. المياه السطحية عالمية. ومع ذلك، فإن معظم الموارد الحيوية لبحر قزوين لا تزال شائعة الاستخدام.
وقع الرؤساء على 8 وثائق من بينها اتفاقية الوضع القانوني لبحر قزوين وبروتوكول التعاون لمكافحة الإرهاب في بحر قزوين ووثائق أخرى. وتشمل هذه الوثائق التعاون في مكافحة الجريمة المنظمة، والاقتصاد والتجارة، والنقل، وحل النزاعات، ووكالات الحدود.

### قمة بحر قزوين السادسة
انعقدت القمة السادسة لبحر قزوين في عشق آباد في 29 يونيو 2022. ناقش رؤساء روسيا وأذربيجان وإيران وكازاخستان وتركمانستان قضايا الساعة للتعاون في بحر قزوين فيما يتعلق بمختلف المجالات، وكذلك تنفيذ القرارات التي تم اتخاذها خلال الاجتماعات السابقة لرؤساء بحر قزوين «الخمسة».